# Incident de Bridgeton
Guerre Iran-Irak

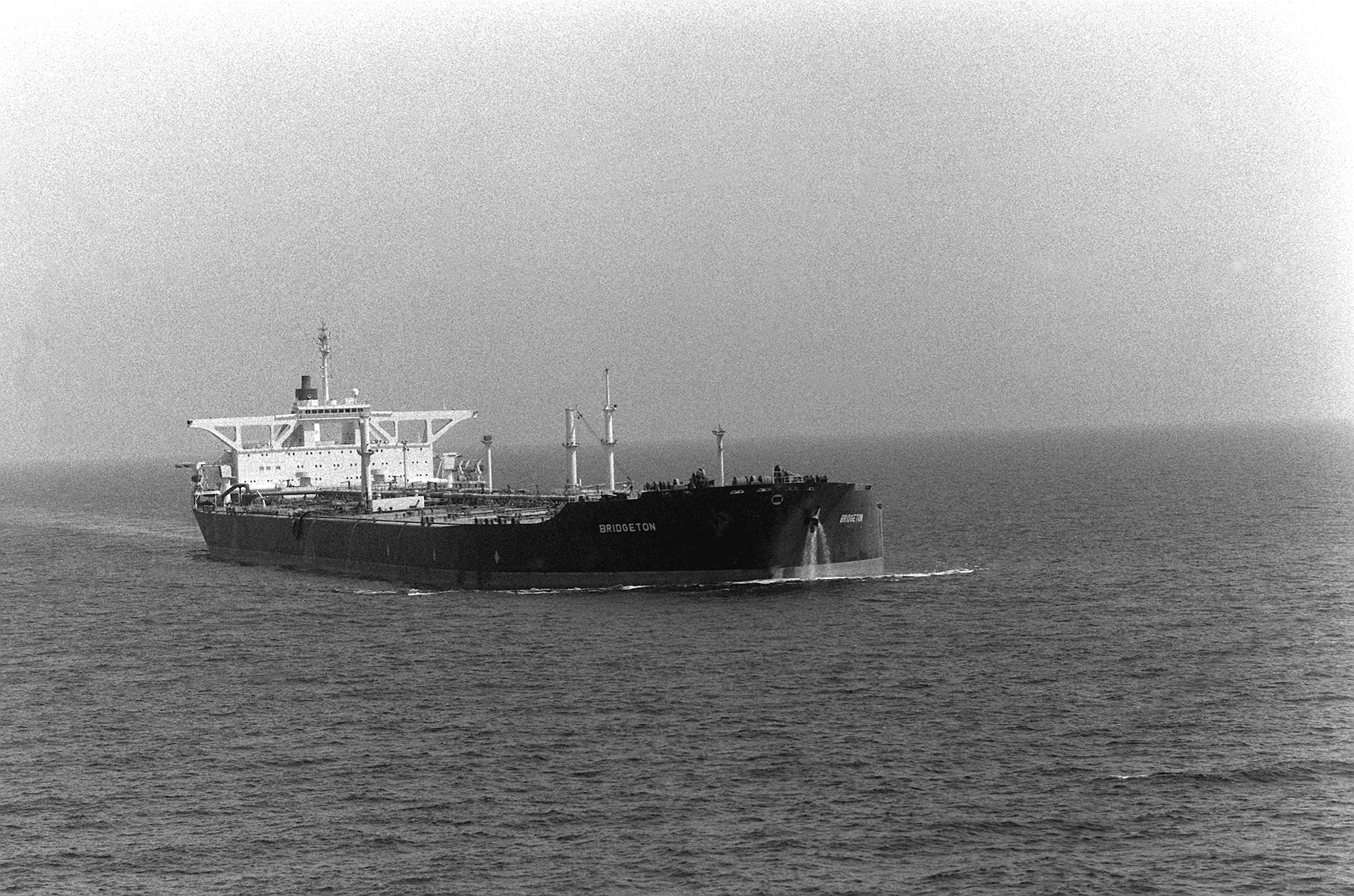
Bridgeton lors de l'opération Earnest Will

L’incident de Bridgeton était causé par explosion d'une mine marine a côté du superpétrolier SS Bridgeton. La mine avait été mouillée par Marine du Corps des Gardiens de la révolution islamique selon la revendication d'américains mais l'Iran n'avait pas accepté la responsabilité. L'incident a lieu dans une série des combats surnommée : Guerre des pétroliers dans le contexte de la guerre principale Iran-Iraq, près de l'île Farsi dans le golfe Persique le 24 juillet 1987,. C'était durant le premier convoi de l'opération Earnest Will, sous la protection de la Marine américaine à la demande koweïtienne en transportant le pétrole d'Iraq.
L'explosion d'une mine iranienne a provoqué un grand trou sur la coque extérieure du Bridgeton mais ne l'a pas empêché de terminer son voyage. Néanmoins, l'incident était une victoire de propagande pour l'Iran. Le capitaine du navire s'est plaint des informations données à la presse, par des politiciens américains à la suite d'une rencontre avec le président Reagan, et du fait que quatre navires de guerre et un groupe de transporteurs n'ont pas pu empêcher l'Iran de placer un petit champ de mines dans la soi-disant secrète, mais compromise, route du pétrolier.

## Arrière-plan

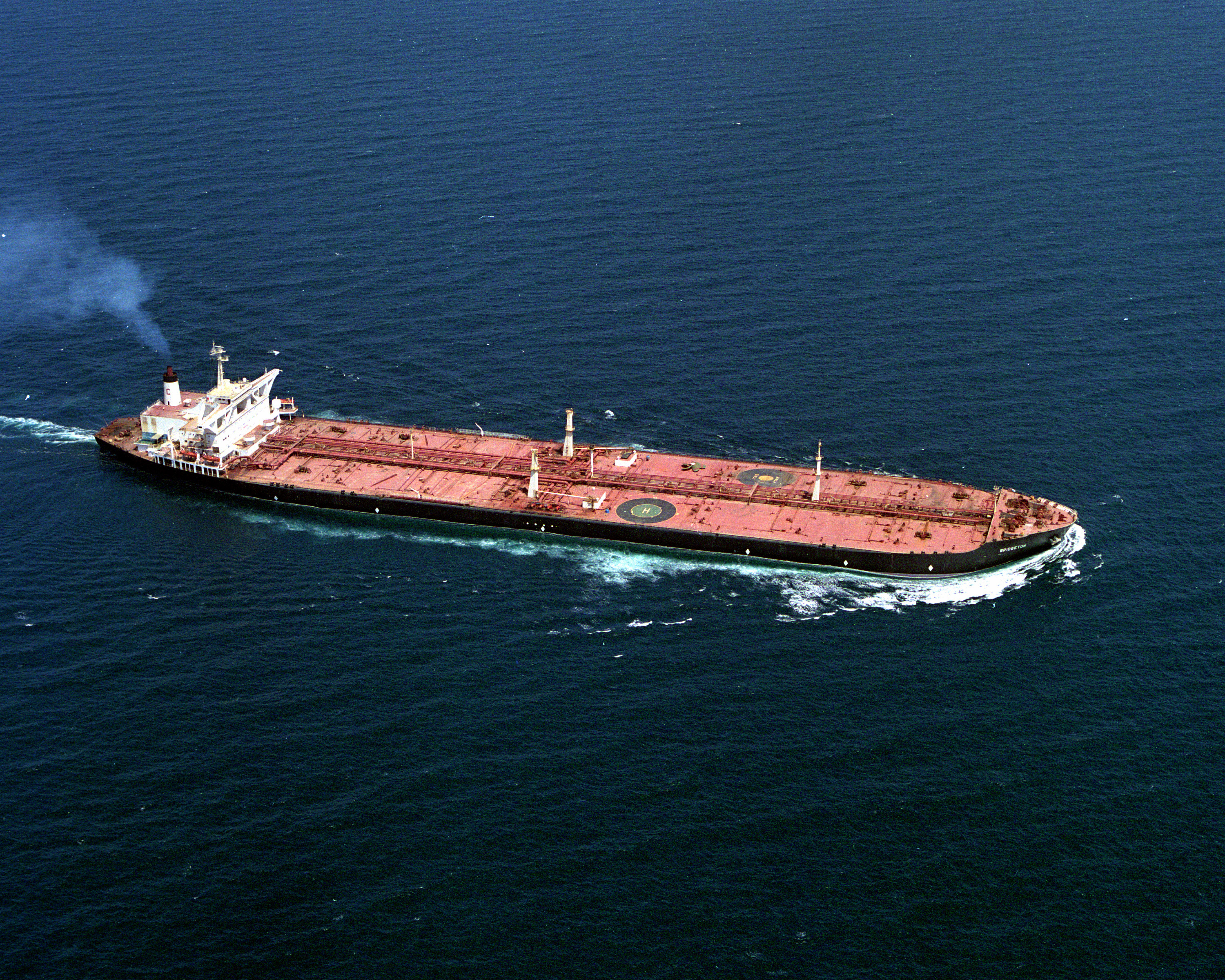
Le pétrolier Bridgeton

Dans l'année qui suit le lancement de la guerre Iran-Irak en 1980, l'Irak a commencé à attaquer des navires transportant du pétrole depuis les ports iraniens, cherchant à intimider les alliés et partenaires commerciaux de Téhéran et à priver l'Iran de revenus pétroliers. En 1984, l'Iran en réponse a commencé  à attaquer les pétroliers des pays qui soutenaient l'Irak. En 1987, le Koweït, dont les navires transportaient du pétrole irakien, a demandé l'aide militaire de l' Union soviétique et des États-Unis. Moscou a initialement  proposé de prêter au Koweït trois pétroliers sous pavillon soviétique et de les protéger avec des navires de guerre de la marine soviétique. Les États-Unis ont aussi suggéré que les pétroliers koweïtiens arborent des drapeaux américains et voyagent dans des convois protégés par la marine américaine. Cet effort de convoi a été baptisé Opération Earnest Will.

## Incident
Quatre frégates, trois croiseurs et un destroyer ont été assemblés pour protéger les pétroliers du Koweït dans ou autour du golfe Persique et du détroit d'Ormuz. De plus, le porte-avions Constellation de la marine américaine et ses forces opérationnelles se trouvaient à proximité dans l'océan Indien, en même temps, le cuirassé Missouri, deux autres croiseurs et un porte-hélicoptères patrouillaient dans la région. Le plan de l'opération prévoyait des convois protégés par trois ou quatre navires de guerre américains et des avions basés sur des porte-avions, y compris des avions d'attaque A-6, des chasseurs d'attaque F / A-18, des avions de brouillage EA-6B et des chasseurs F-14.
Le 21 juillet 1987, le Bridgeton -414 266 tonnes- et le pétrolier Gas Prince  -48 233 tonnes- ont quitté le golfe d'Oman sous la protection de trois navires de guerre américains dans le premier convoi d'Earnest Will. Bien que quatre bombardiers iraniens aient approché le groupe, Ils ont transité par le détroit d'Ormuz sain et sauf,.
Lorsque le convoi est arrivé à mi-chemin de son voyage, l'Iran a proclamé que le convoi transportait des "marchandises interdites". Le commandant pasdaran Mohsen Rezai a initialement ordonné une attaque par des hors-bords pasdaran depuis l'île Farsi, mais plus tard, sur la base des conseils du chef iranien l'ayatollah Khomeiny, il a été convenu de poursuivre l'exploitation de mine au lieu d'un combat direct. Une unité spéciale de Pasdaran qui avait passé plusieurs semaines à s'entraîner pour cette mission a posé une série de neuf mines 500 yards (457,2 m) à part, puis se hâta de retourner en farsi. Les services de renseignement américains avaient découvert l'attaque non autorisée avortée de Rezai, mais avaient raté l'opération minière. Le 24 juillet, Bridgeton a heurté une mine à une position de 27°58' nord et 49°50' est, à 13 milles à l'ouest de l'île Farsi. L'explosion a provoqué une bosse de 43 mètres carrés dans le corps du pétrolier. Bridgeton ralentit, mais ne s'arrêta pas. Pendant ce temps, les navires de guerre américains ont pris position dans le sillage du pétrolier, permettant au gros navire à double coque de se frayer un chemin,,,.

## Conséquences
Un jour avant l'incident, le contre-amiral Harold J. Bernsen, commandant de la Force du Moyen-Orient, a déclaré : « L'armée de l'air et la marine iraniennes ne sont pas fortes. Il ne serait pas dans leur intérêt d'utiliser leurs forces dans une confrontation directe". Après l'incident, Bernsen a déclaré qu'il y avait eu des indications que l'Iran avait posé des mines, mais personne ne pensait qu'elles affecteraient le convoi.
À la suite de l'incident, le Pentagone a annoncé qu'il déploierait davantage de navires de guerre dans la région, et le secrétaire à la Défense Caspar Weinberger a annoncé que les États-Unis exerceraient des représailles contre tout pays qui poserait des mines sur le chemin des navires destinés au Koweït. Bien qu'il n'y ait aucune preuve authentifiée de la culpabilité de l'Iran, les responsables américains étaient tous convaincus que la force pasdaran de l'Iran avait mouillé des mines la veille au soir  d'incident. Weinberger a déclaré que le déminage aurait la plus haute priorité.
L'incident de Bridgeton a été une victoire de propagande pour l'Iran. Le Premier ministre Mir-Hossein Mousavi l'a qualifié de "coup irréparable porté au prestige politique et militaire de l'Amérique". Akbar Hashemi Rafsandjani a dit : « Désormais, si nos puits, installations et centres sont touchés, nous ferons des installations et centres des partenaires de l'Irak les cibles de nos attaques »,.